# David van Goorle

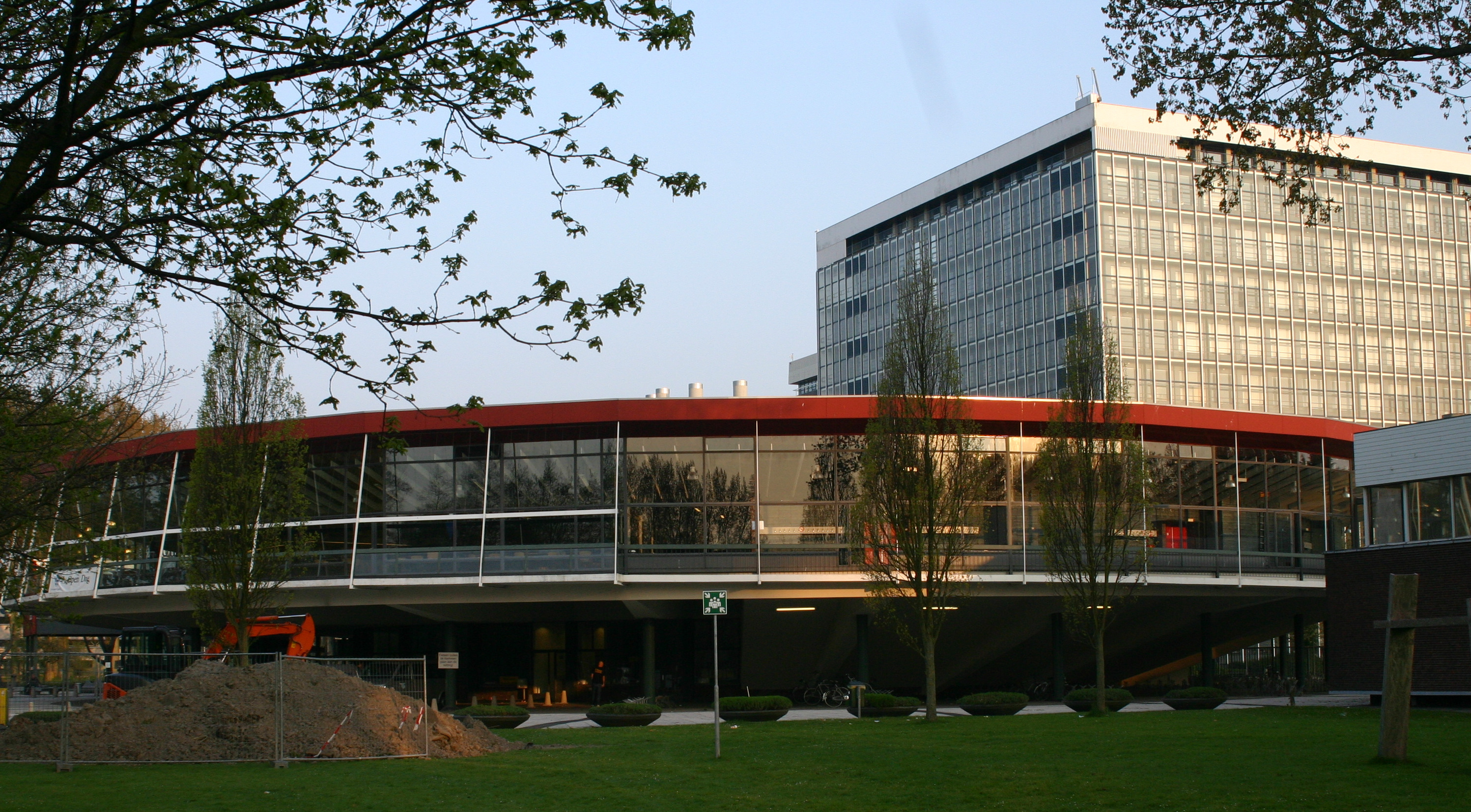
Gorlaeus-laboratoria, Universiteit Leiden

David van Goorle (ook wel Gorlaeus; Utrecht 1591- Cornjum 1612) was in de vroege zeventiende eeuw een van de eerste atomisten, en studeerde in Franeker filosofie en in Leiden theologie. In zijn korte leven schreef hij twee boeken. Exercitationes Philosophicae, quibus universa fere discutitur Philosophia Theoretica, et plurima ac praecipua Peripateticorum dogmata evertuntur werd postuum uitgebracht in 1620 te Leiden. Idea physicae werd in 1651 uitgebracht te Utrecht. Hij is begraven in Cornjum, het dorp waar hij opgroeide als zoon van de bewoners van de toenmalige Martenastate. Zijn graf in de dorpskerk is zeer goed bewaard en te bezichtigen.
In Idea Physicae verkondigde hij zijn atoomtheorieën, waarin hij de theorie van Aristoteles bestrijdt, en zegt dat er wel degelijk kleinste deeltjes zijn. Voor zijn tijd waren dit revolutionaire ideeën. Door deze denkbeelden wordt Van Goorle ook wel gezien als een van de grondleggers van de deeltjes-atoomtheorie. Daarnaast behandelt hij op een filosofische manier onderwerpen als bewegingen van objecten, de aard van de hemel en de ziel van de mens.
De Universiteit Leiden heeft de Gorlaeus-laboratoria naar deze op 21-jarige leeftijd gestorven wetenschapper vernoemd. In deze laboratoria krijgen studenten uit de richtingen Bio-farmaceutische Wetenschappen, Life Science & Technology en Molecular Science & Technology les en doen aldaar ook practicum.
In het gebouw huist ook de grootste collegezaal van Leiden, die plaats biedt aan 700 studenten. Veel rechten- en psychologiestudenten wijken uit naar deze zaal, omdat hun eigen collegezalen te klein zijn.

## Publicatie
- Christoph Lüthy: David Gorlaeus (1591-1612). An enigmatic figure in the history of philosophy and science. Amsterdam, Amsterdam University Press, 2012. ISBN 9789089644381

- Bibliothèque nationale de France: cb16984447x (data)
- Biografisch Portaal: 50656760
- Digitale Bibliotheek voor de Nederlandse Letteren: goor020
- Gemeinsame Normdatei: 102857990X
- International Standard Name Identifier: 0000 0003 7122 6130
- Library of Congress Control Number: nb2012014927
- Nationale Bibliotheek van Israël: 987007355616105171
- Nederlandse Thesaurus van Auteursnamen: 072314877
- Système universitaire de documentation: 165555688
- Virtual International Authority File: 250710939
- WorldCat: E39PBJyWRF3mDWVKHCjV7KBVmd